# Undervattensfarkost

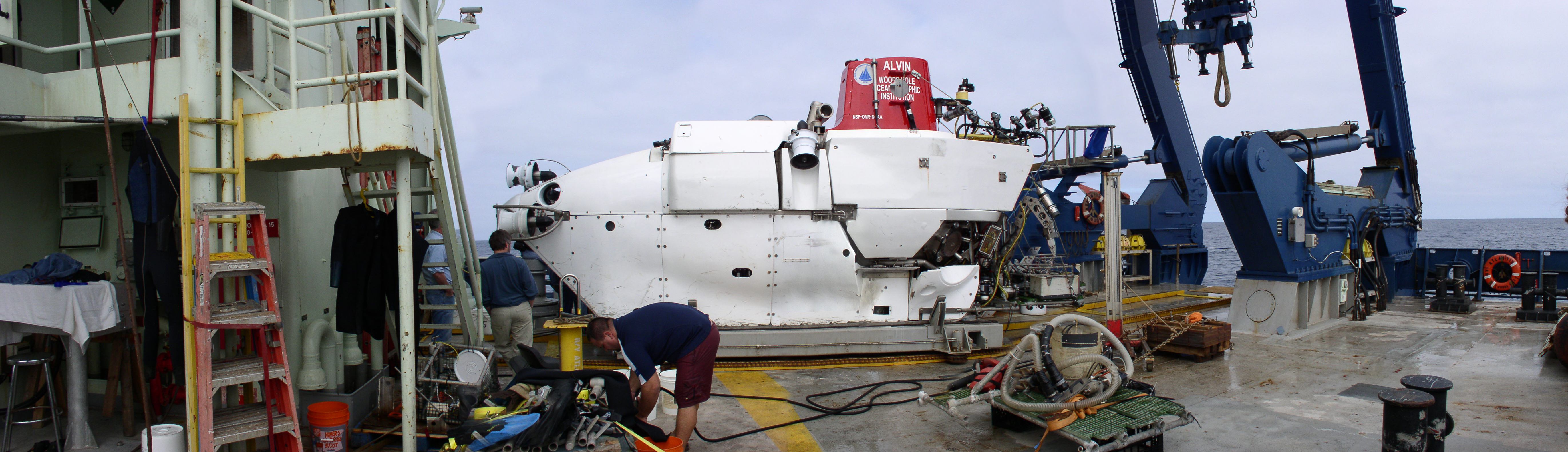
Bemannad djupvattensfarkost Alvin

Undervattensfarkost är en samlingsbeteckning för bemannade undervattensfarkoster som undervattensbåtar och andra bemannade undervattensfarkoster, samt obemannade undervattensfarkoster (UUV) av typ fjärrstyrd undervattensfarkost (ROV) och autonom undervattensfarkost (AOV).

## Bildgalleri

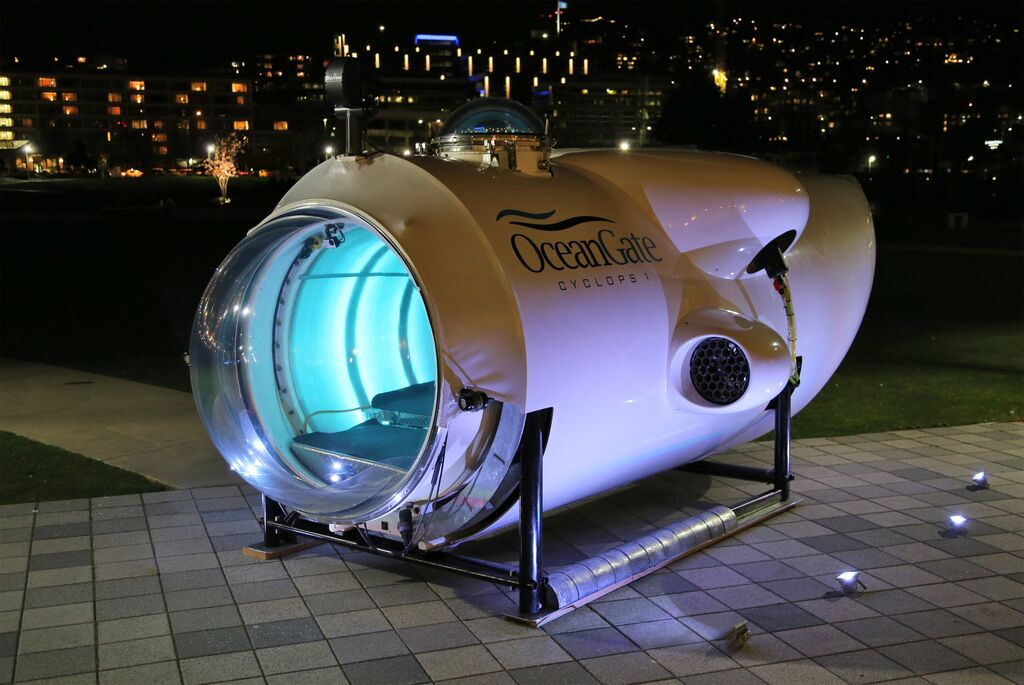
Företaget Oceangates farkost Cyclops 1.
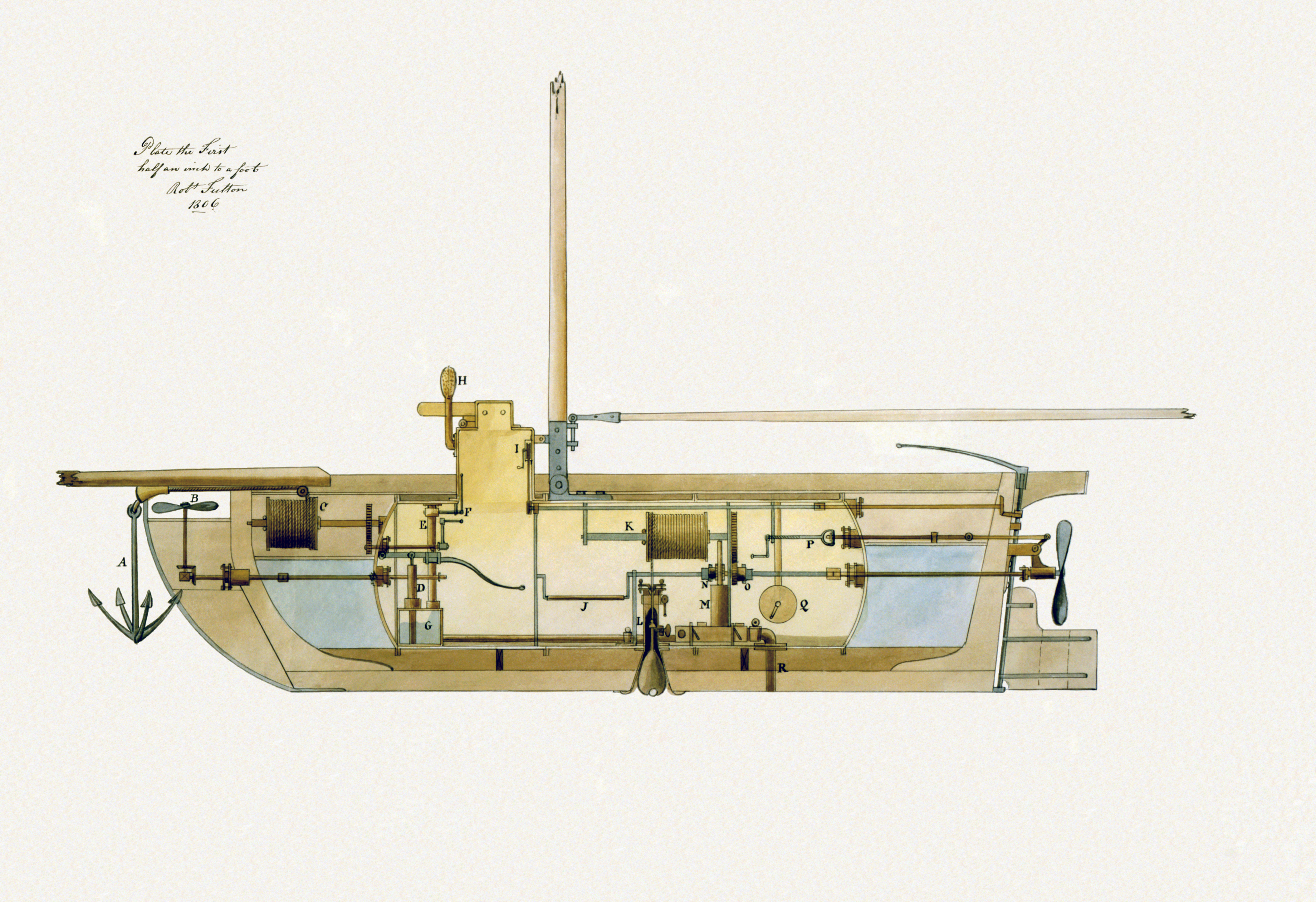
Ritning av Robert Fulton på ubåt från 1806
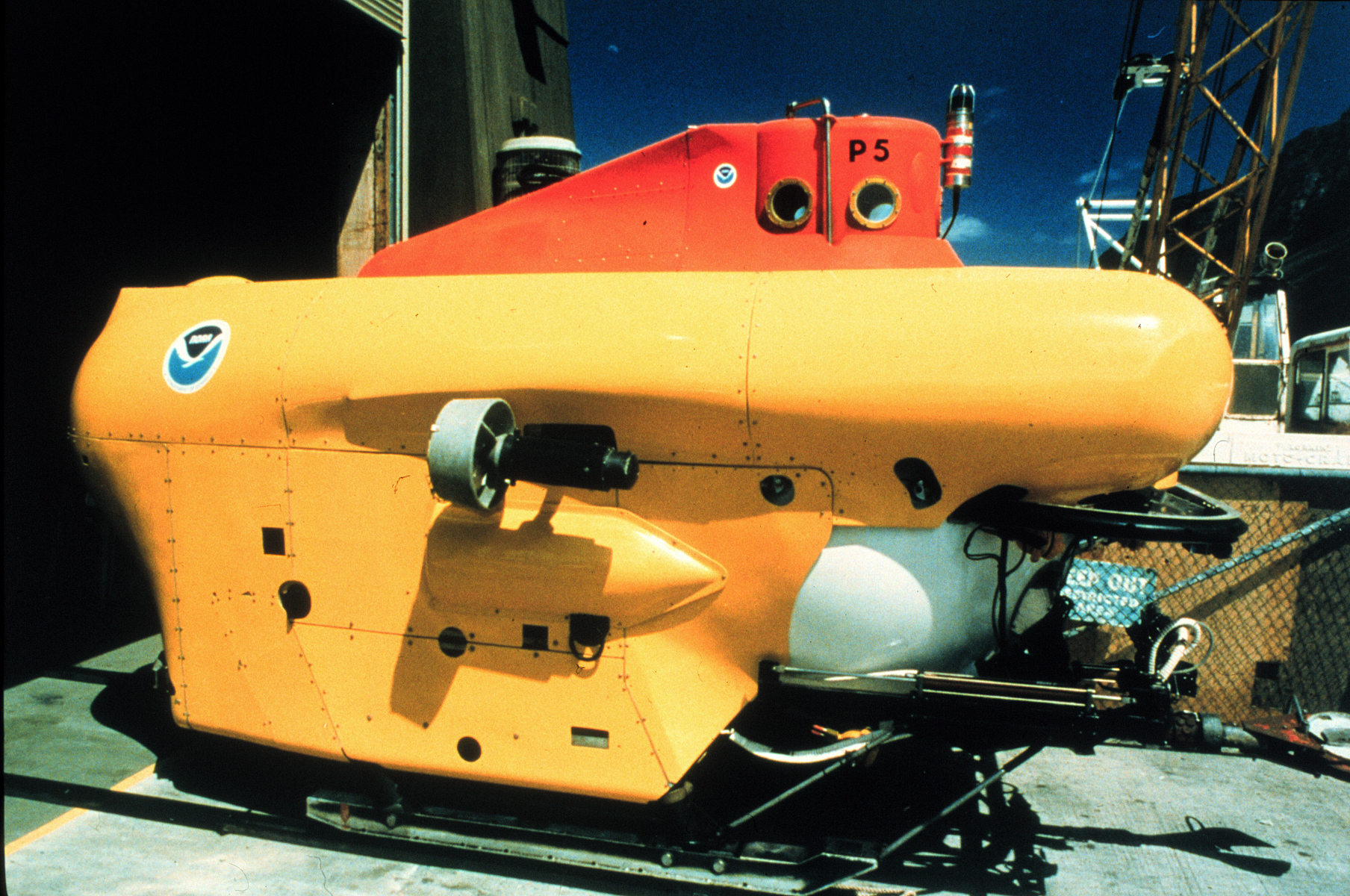
Pisces V, amerikansk bemannad djupvattensfarkost
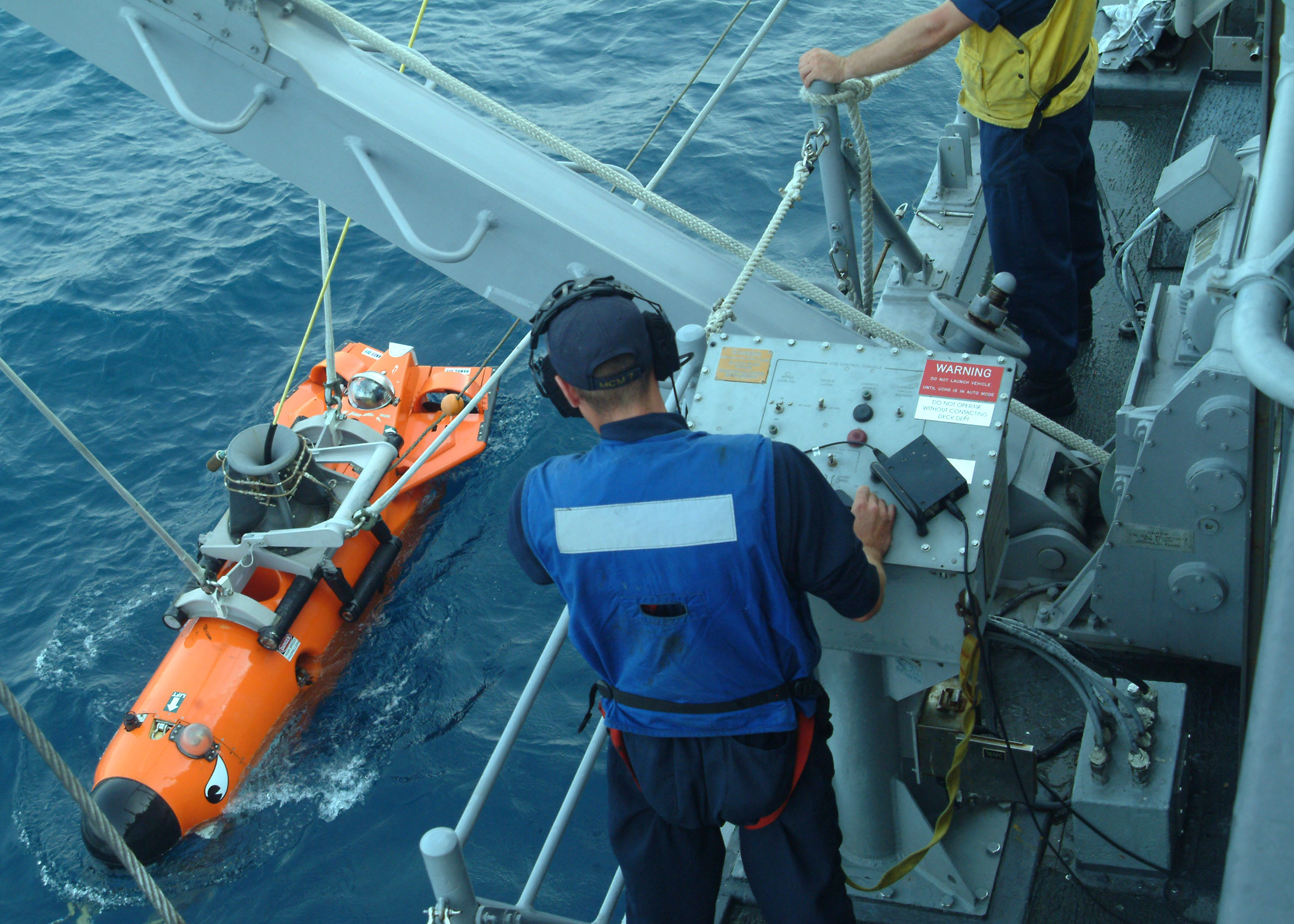
Amerikansk militär obemannad fjärrstyrd undervattensfarkost för minröjning
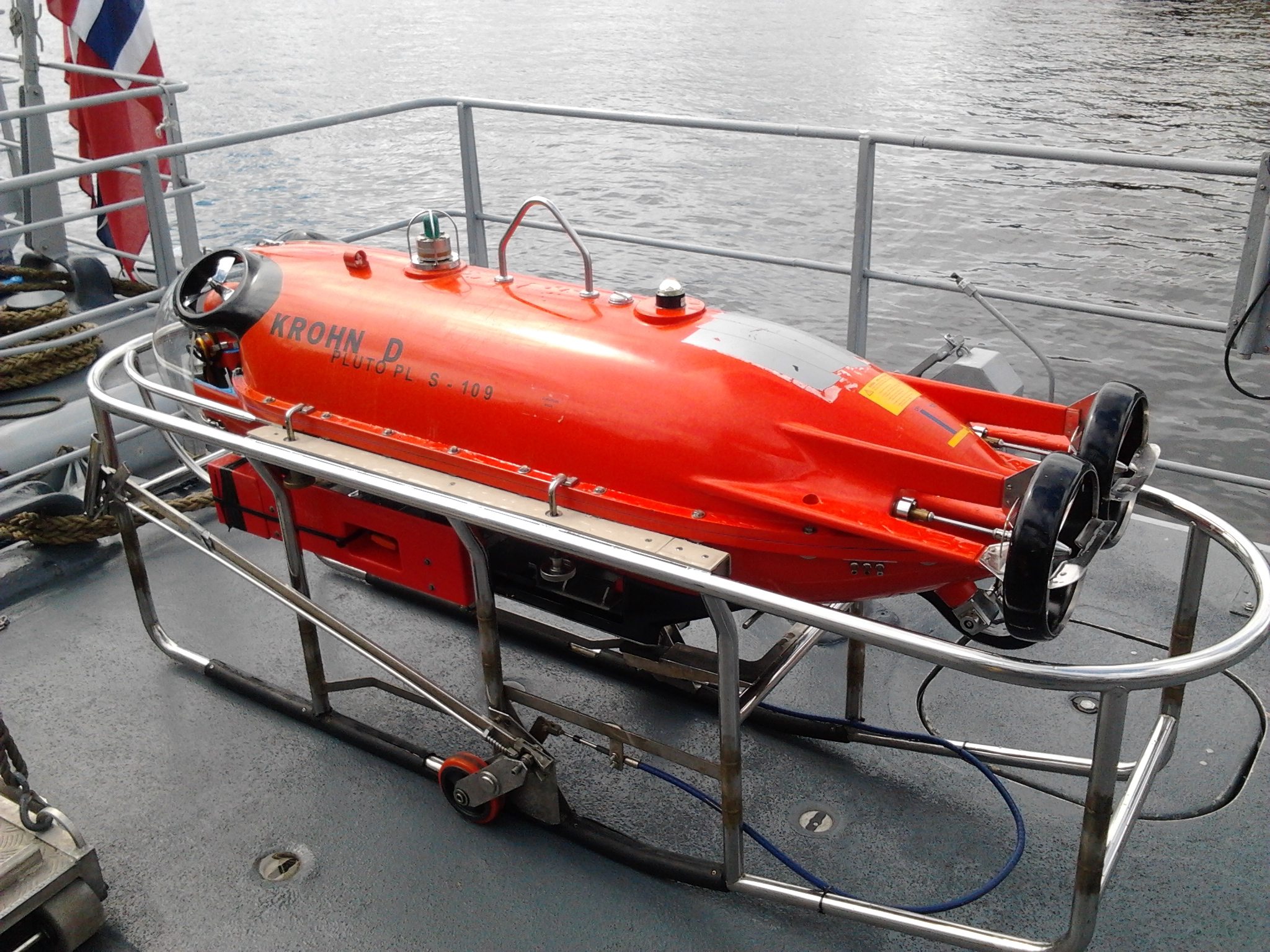
Schweiziska Pluto Plus, en autonom undervattensfarkost för minröjning, ombord på norska minsveparen KMS Hinnøy
Schematisk bild över Oceangates farkost Titan och det lilla (blå) utrymmet för 5 personer.